# Hymenostylium microstomum
Hymenostylium microstomum là một loài Rêu trong họ Pottiaceae. Loài này được (Hedw.) I. Hagen mô tả khoa học đầu tiên năm 1929.